# Larry Probst

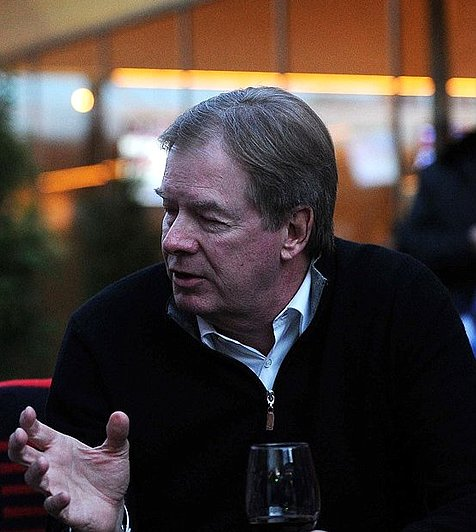
Larry Probst

Lawrence F. „Larry“ Probst III (* 1951) ist ein US-amerikanischer Unternehmer und derzeit Chairman des US-amerikanischen Computerspielpublishers Electronic Arts (EA), für den er von 1991 bis 2007 als CEO und President tätig war. Weiterhin ist Probst Chairman des Nationalen Olympischen Komitees der Vereinigten Staaten und seit 2013 Mitglied des IOC.

## Leben
Probst ist der Sohn von Lawrence F. Probst, Jr. und Ruth Probst (geb. Gallagher). Er ist verheiratet mit Nancy Probst und hat zwei Söhne, Scott und Chip.
Er schloss ein Studium der Betriebswirtschaftslehre an der University of Delaware mit einem Bachelor ab. Probst arbeitete für Johnson & Johnson und später für Clorox, bevor er 1982 durch Activision in die Computerspielindustrie abgeworben wurde. 1984 wurde er Vice President for Sales bei Electronic Arts. Als EA-Gründer Trip Hawkins 1991 die Geschäftsführung des Konzerns abgab, wurde Probst zum neuen CEO und Präsident des Unternehmens sowie Mitglied des Board of Directors. Seit 1994 ist er zudem Chairman des Boards. 2007 übergab Probst seinen Posten als CEO und President an John Riccitiello, der bereits von 1997 bis 2004 unter Probst Chief Operating Officer und President von EA gewesen war. Probst blieb jedoch weiterhin Chairman. Als Riccitiello zum 30. März 2013 von seinen Ämtern als CEO und Präsident zurücktrat, übernahm Probst nunmehr als Executive Chairman ein weiteres Mal übergangsweise die Geschäftsführung von EA.
Gemäß EAs Jahresbericht 2005 war Probst zu diesem Zeitpunkt die Einzelperson mit den meisten Aktienanteilen, mit insgesamt 739.761 Anteilen und dem Vorzugsrecht auf weitere 3,1 Millionen Anteile, was zusammen einen Gesamtanteil von 1,2 Prozent am Unternehmen ergab. Probst ist Mitglied des Board of Directors zweier Krebsforschungseinrichtungen, der V Foundation und von ABC2. Am 2. Oktober 2008 wurde Probst als Nachfolger von Peter Ueberroth zum neuen Chairman des United States Olympic Committee, dem Nationalen Olympischen Komitee der Vereinigten Staaten, ernannt. Am 10. März 2011 wurde er zudem in die International Relations Commission des Internationalen Olympischen Komitees berufen.